# Katalin Povázsán
Katalin Povázsán, född den 2 augusti 1960 i Budapest, Ungern, är en ungersk kanotist.
Hon tog bland annat VM-guld i K-2 500 meter i samband med sprintvärldsmästerskapen i kanotsport 1986 i Montréal.